# رومان توريس
رومان توريس (بالإسبانية: Román Torres)‏ (و. 1986  م) هو لاعب كرة قدم، من بنما، ولد في مدينة بنما، يلعب كمُدَافِع.

## روابط خارجية
- رومان توريس على موقع الاتحاد الدولي (مؤرشف)  (الإنجليزية)
- رومان توريس على موقع الدوري الأمريكي (الإنجليزية)
- رومان توريس على موقع إي إس بي إن إف سي (الإنجليزية)
- رومان توريس على موقع قاعدة بيانات كرة القدم.إي يو (الإنجليزية)
- رومان توريس على موقع ناشيونال فوتبول تيمز (الإنجليزية)
- رومان توريس على موقع Soccerbase.com (لاعب) (الإنجليزية)
- رومان توريس على موقع Soccerway.com (الإنجليزية)
- رومان توريس على موقع عالم كرة القدم.نت (الإنجليزية)
- رومان توريس على موقع AS.com (الإسبانية)